# Autoroute Addis Abeba-Adama
L'autoroute Addis Abeba-Adama est une autoroute à péage qui relie Addis Abeba à Adama, en Éthiopie.
Construit entre 2010 et 2014 par la China Communications Construction Company, cet ouvrage a été ouvert au trafic le 14 septembre 2014. Il est partiellement financé par l'Export-Import Bank of China. C'est la première autoroute mise en service en Éthiopie et en Afrique de l'Est. Ce projet était prioritaire pour l'Éthiopie, car il constitue une section de l'axe Addis Abeba-Djibouti, le port de Djibouti étant essentiel pour les importations et les exportations éthiopiennes. L'autoroute raccourcit la distance entre la capitale et Adama de 20 km par rapport à l'ancienne route, qui était devenue très encombrée et le théâtre de nombreux accidents. L'autoroute a réduit le temps de trajet qui est passé de 2 heures à 40 minutes. 
Longue de 84,7 km, l'autoroute compte six voies de circulation et peut être élargie à huit voies. Sur son parcours, l'autoroute compte quatre échangeurs :
- Dukem, où se trouve une importante zone industrielle à capitaux chinois (usine de chaussures Huajian notamment)
- Debre Zeit (ou Bishoftu)
- Mojo
- Adama-ouest

L'autoroute est exploitée par la société Ethiopian Toll Roads Enterprise (ETRE). Le trafic a progressivement augmenté, atteignant 24 000 véhicules/jour en 2019, pour un trafic total de 33 millions de véhicules au cours des cinq premières années d'exploitation.

## Sources
- (en) Addis Adaba Adama (Nazareth) Expressway, Ethiopia